# Eidgenössische Volksinitiative «Für den Schutz fairer Löhne (Mindestlohn-Initiative)»
Die Mindestlohn-Initiative war eine eidgenössische Volksinitiative, über die Volk und Stände am 18. Mai 2014 entschieden. Sie wurde von allen Ständen verworfen und mit 76,3 Prozent Nein-Stimmen abgelehnt.
Die Initiative hatte eine Anpassung der Bundesverfassung zum Ziel, durch die Bund und Kantone zukünftig die Festlegung verbindlicher Lohnuntergrenzen in Gesamtarbeitsverträgen hätte fördern müssen. Ausserdem wurde ein gesetzlicher Mindestlohn von 22 Franken pro Stunde bzw. 4000 Franken pro Monat (respektive 3692 Fr. pro Monat, wenn der 13. Monatslohn berücksichtigt wird) gefordert, der als unterste Grenze für alle Arbeitnehmer gelten sollte. Ausnahmen für besondere Arbeitsverhältnisse sollten in Absprache mit den Sozialpartnern möglich sein. Die Höhe des gesetzlichen Mindestlohnes sollte regelmässig an die Lohn- und Preisentwicklung angepasst werden.
Befürworter der Initiative waren die Arbeitnehmer-Gewerkschaften und die SP Schweiz. Sie wollten, dass jeder Arbeitnehmer, der in Vollzeit arbeitet, mit dem Gehalt seinen Lebensunterhalt bestreiten kann. Damit das Volk über die Mindestlohn-Initiative abstimmen konnte, wurden 110'000 Unterschriften eingereicht und bei der Bundeskanzlei deponiert.
Der Nationalrat hat die Initiative mit 137 zu 56 Stimmen bei 2 Enthaltungen zur Ablehnung empfohlen, der Ständerat mit 29 zu 12 Stimmen ohne Enthaltungen.

## Begründung
Die Initiative wurde damit begründet, dass derzeit etwa 330'000 Personen oder 9 % der Arbeitnehmer in der Schweiz einen Lohn von weniger als 22 Fr. pro Stunde verdienen. Diese «Tieflohnarbeiter» hätten gemäss Initianten im Hochpreisland Schweiz Mühe, ihren eigenen Lebensunterhalt zu finanzieren.
Die Initianten forderten einen Mindestlohn auch als Schutz der Arbeitnehmer vor Lohndumping durch «Billiglohnkonkurrenz» aus dem nahen Ausland. Momentan gibt es keine Lohnuntergrenze in der Schweiz.
Arbeitnehmer und Arbeitnehmerinnen mit einem sehr tiefen Lohn werden vom Staat finanziell unterstützt. Mit der Einführung eines Mindestlohns von 4000 Franken würden die Sozialwerke in der Schweiz um rund 100 Mio. Franken pro Jahr entlastet, da weniger Menschen auf die finanzielle Unterstützung des Bundes angewiesen wären.

## Initiativtext
Die Bundesverfassung der Schweizerischen Eidgenossenschaft|Bundesverfassung wird wie folgt geändert:

Art. 110a(neu) Schutz der Löhne

1 Bund und Kantone treffen Massnahmen zum Schutz der Löhne auf dem Arbeitsmarkt.

2 Sie fördern zu diesem Zweck insbesondere die Festlegung von orts-, berufs- und branchenüblichen Mindestlöhnen in Gesamtarbeitsverträgen und deren Einhaltung.

3 Der Bund legt einen gesetzlichen Mindestlohn fest. Dieser gilt für alle Arbeitnehmerinnen und Arbeitnehmer als zwingende Lohnuntergrenze. Der Bund kann für besondere Arbeitsverhältnisse Ausnahmeregelungen erlassen.

4 Der gesetzliche Mindestlohn wird regelmässig an die Lohn- und Preisentwicklung angepasst, mindestens aber im Ausmass des Rentenindexes der Alters- und Hinterlassenenversicherung.

5 Die Ausnahmeregelungen und die Anpassungen des gesetzlichen Mindestlohnes an die Lohn- und Preisentwicklung werden unter Mitwirkung der Sozialpartner erlassen.

6 Die Kantone können zwingende Zuschläge auf den gesetzlichen Mindestlohn festlegen.

II

Die Übergangsbestimmungen der Bundesverfassung der Schweizerischen Eidgenossenschaft|Bundesverfassung werden wie folgt geändert:

Art. 197 Ziff. 8 (neu)

8. Übergangsbestimmung zu Art. 110a (Schutz der Löhne)

1 Der gesetzliche Mindestlohn beträgt 22 Franken pro Stunde. Bei der Inkraftsetzung von Artikel 110a wird die seit dem Jahr 2011 aufgelaufene Lohn- und Preisentwicklung nach Artikel 110a Absatz 4 hinzugerechnet.

2 Die Kantone bezeichnen die Behörde, die für den Vollzug des gesetzlichen Mindestlohnes verantwortlich ist.

3 Der Bundesrat setzt Artikel 110a spätestens drei Jahre nach dessen Annahme durch Volk und Stände in Kraft.

## Abstimmung
Am 18. Mai 2014 wurde in einer landesweiten Abstimmung über die Annahme der Initiative entschieden. Mit rund 2'209'000 Nein- und 688'000 Ja-Stimmen entschieden sich 76,3 Prozent der Wähler gegen die Umsetzung der Mindestlohn-Initiative. Die Nein-Stimmen überwogen in allen Kantonen, am höchsten lag der Anteil in Appenzell Innerrhoden, Nidwalden, Obwalden und Schwyz (über 86 Prozent), am niedrigsten in Basel-Stadt (62,5 Prozent). Auch in Neuenburg (68,1 %) und Jura (64,1 %) wurde die Initiative abgelehnt, obwohl dort nach Abstimmungen in den Jahren 2011 bzw. 2013 ein kantonaler Mindestlohn eingeführt wurde. In Genf war der Nein-Anteil 66,0 % und im Tessin 68,0 %.

## Nachbefragung
Gemäss der auf einer Nachbefragung beruhenden Vox-Analyse reflektiert das Abstimmungsergebnis einen ausgeprägten Rechts-Links-Graben. Die Wähler bürgerlicher Parteien stimmten fast geschlossen gegen die Initiative, aber auch in der Linken hielt sich die Zustimmung in Grenzen (70 % Grüne, 55 % SP). Es wurde kein Zusammenhang zwischen Einkommen und Stimmverhalten festgestellt; am meisten Zustimmung gab es bei den Wählenden mit mittleren Einkommen (5000–7000 Franken, 29 %). Im Einzelnen war die Zustimmung bei Einkommen bis 3000 CHF 23 %, bis 5000 CHF 23 %, bis 7000 CHF 29 %, bis 9000 CHF 20 %, bis 11'000 CHF 26 %, über 11'000 24 %. Die Zustimmung war am höchsten bei Angestellten des öffentlichen Dienstes (33 %) gegenüber Angestellten der Privatwirtschaft (20 %) und Selbständigen (24 %).
Nein-Stimmende begründeten ihr Stimmverhalten mit wirtschaftlichen und ordnungspolitischen Argumenten sowie mit der Befürchtung, ein hoher Mindestlohn „würde noch mehr ausländische Arbeitskräfte in die Schweiz locken“ (75 % der Nein-Stimmenden). Ja-Stimmende argumentierten überwiegend mit sozialer Gerechtigkeit und Lohngerechtigkeit und der Entlastung der Sozialhilfe.